# سیلوین بید
سیلوین بید (انگلیسی: Sylvain Bied; ۲۶ فوریهٔ ۱۹۶۵ – ۱۸ فوریهٔ ۲۰۱۱) بازیکن فوتبال اهل فرانسه بود.
از باشگاه‌هایی که در آن بازی کرده‌است می‌توان به باشگاه فوتبال والنسین اشاره کرد.